# Річка Марченки
Марченки — мала річка (струмок) в Україні.  Річка розташована на півночі Харківської області, в східній частині країни. Ліва притока річки Харків.

Річка Марченки протікає південніше села Стрілеча. Утворює в своїй долині три невеликі ставки, а потім впадає в Трав'янське водосховище.

Річка на мапі 1783 року